# Thuidium subtamariscinum
Thuidium subtamariscinum là một loài Rêu trong họ Thuidiaceae. Loài này được (Hampe) Broth. miêu tả khoa học đầu tiên năm 1891.